# 김동수 (공무원)
김동수(金東洙, 1956년 9월 10일 ~ , 충북 청주)는 대한민국의 공무원이다.

## 학력
- 1979년 : 청주대학교 학사
- 1985년 : 서울대학교 행정대학원 석사
- 1994년 : 위스콘신주립대학교 대학원 석사

## 경력
- 1979년 : 제22회 행정고시 합격
- 1994년 : 정보통신부 정보통신지원국 통산업무과장
- 1996년 : 정보통신부 총무과장
- 1996년 : 정보통신부 국제협력관실 협력기획담당관
- 2000년 : 정보통신부 정보화기획실 정보기반심의관
- 2002년 : 정보통신부 감사관
- 2003년 : 정보통신부 정보통신진흥국장
- 2006년 : 정보통신부 정책홍보관리본부장
- 2007년 : 정보통신부 차관

## 참고
| 전임 유영환 | 제33대 정보통신부 차관 2007년 8월 31일 ~ 2008년 2월 29일 | 후임 정남준(행정안전부 제2차관) 신재민(문화체육관광부 제2차관) 이재훈(지식경제부 제2차관) |